# أنجيلا كلارك
أنجيلا كلارك (بالإنجليزية: Angela Clarke)‏ هي كاتبة سيناريو وممثلة بريطانية، ولدت في 1969 في المملكة المتحدة.

## وصلات خارجية
- أنجيلا كلارك على موقع IMDb (الإنجليزية)
- أنجيلا كلارك على موقع ألو سيني (الفرنسية)
- أنجيلا كلارك على موقع قاعدة بيانات الأفلام السويدية (السويدية)
- أنجيلا كلارك على موقع قاعدة بيانات الفيلم (الإنجليزية)
- أنجيلا كلارك على موقع كينوبويسك (الروسية)